# Felix Stroe
Felix Stroe (ur. 25 grudnia 1955 w m. Valea Teancului w okręgu Buzău) – rumuński polityk i przedsiębiorca, były wojskowy, senator, w latach 2017–2018 minister transportu.

## Życiorys
W 1978 ukończył z wyróżnieniem studia na Academia Navala „Mircea cel Batran”, kształcącej żołnierzy marynarki wojennej. Następnie w 1987 uzyskał uprawnienia dowódcze na Academia de Înalte Studii Militare București. Kształcił się także na kursach z zakresu turystyki i administracji publicznej. W latach 1978–1991 służył jako oficer w Forțele Navale Române, w tym przez 5 lat jako dowódca okrętów wojennych. W 1991 zajął się działalnością w sektorze prywatnym. Został właścicielem kilku przedsiębiorstw, w tym holdingu zarządzającego stocznią w Năvodari. Od 2003 był dyrektorem przedsiębiorstwa RAJA, lokalnej spółki wodno-kanalizacyjnej w Konstancy. Zasiadał także w kierownictwach krajowych organizacji zajmujących się dystrybucją wody.
Zaangażował się w działalność polityczną w ramach Partii Socjaldemokratycznej, od 2015 kierował jej strukturami w Konstancy. W latach 2000–2013 był radnym miejskim, w tym od 2000 do 2003 zastępcą burmistrza Konstancy. W październiku 2017 został ministrem transportu w rządzie Mihaia Tudosego. Zakończył pełnienie funkcji wraz z całym gabinetem w styczniu 2018. W 2020 wybrano go do Senatu (reelekcja w 2024).
Żonaty, ma dwoje dzieci. Został honorowym obywatelem Konstancy i gminy Komrat.